# جنتو لینوکس
جنتو لینوکس (به انگلیسی: Gentoo Linux) یک توزیع گنو/لینوکس است که با استفاده از سامانه مدیریت بسته خود به نام پورتیج، این امکان را به کاربران می‌دهد تا تقریباً تمام برنامه‌ها را به‌طور دلخواه کامپایل و بر اساس نیازهای خود بهینه‌سازی کنند. این ویژگی موجب شده جنتو به‌عنوان یکی از سریع‌ترین توزیع‌های گنو/لینوکس شناخته شود. نصب بسته‌ها در این سیستم‌عامل معمولاً از طریق کد منبع انجام می‌شود، هرچند برخی برنامه‌ها به‌صورت پرونده‌ دودویی از پیش‌کامپایل‌شده (به انگلیسی: precompiled) نیز دردسترس هستند. جنتو بر روی طیف گسترده ای از معماری های پردازنده اجرا می شود.
سامانه مدیریت بسته جنتو به‌گونه‌ای طراحی شده است که ماژولار، قابل حمل، آسان برای نگهداری و انعطاف‌پذیر باشد. جنتو خود را یک متا‌توزیع می‌نامد، زیرا اکثر کاربران آن تنظیمات و مجموعه‌های نصب‌شده‌ای از برنامه‌ها دارند که منحصربه‌فرد و متناسب با نیازهای سیستم و کاربردهایشان است.
نام جنتو لینوکس از پنگوئن جنتو، سریع‌ترین گونه شناگر پنگوئن، الهام گرفته شده است. این نام برای نشان دادن قابلیت‌های بالقوه سرعت در بهینه‌سازی‌های خاص سخت‌افزار که یکی از ویژگی‌های اصلی جنتو است، انتخاب شده است.

## تاریخچه
ایدهٔ اصلی طراحی جنتو توسط دنیل رابینز مطرح شد. به گفتهٔ خودش آشنایی وی با گنو/لینوکس از زمانی شروع شد که به عنوان یک مدیر سیستم در دانشگاه نیومکزیکو با وب سرور ان‌تی مشغول کار بود. بعدها وی از توزیع دبیان برای این منظور استفاده می‌کند و قدرت گنو/لینوکس در کنار برنامه‌هایی چون سامبا و آپاچی وی را شگفت‌زده می‌کند. سپس به فراگیری پایتون و برنامه‌نویسی پوسته یونیکس می‌پردازد. بعد از کار کردن با چند توزیع مختلف اقدام به ساخت توزیع جنتو می‌کند

## پورتیج
قلب سیستم‌عامل جنتو پورتیج (به انگلیسی: Portage) نام دارد. پورتیج سامانه مدیریت بسته در جنتو است که با استفاده از پایتون و بش نوشته شده و شبیه سیستم پورت‌های فری‌بی‌اس‌دی است. این سیستم برای نصب بسته‌ها از ابزار ایمرج (به انگلیسی: Emerge) استفاده می‌کند. این وسیله خود برای نصب بسته‌ها از فایل‌هایی به نام ای‌بیلد (به انگلیسی: Ebuild) استفاده می‌کند، به این طریق که هنگامی که به وسیلهٔ ایمرج اقدام به نصب بسته‌ای شود، به دنبال فایل ای‌بیلد آن بسته جستجو می‌شود. این فایل دارای اطلاعاتی نظیر آدرس کد منبع بسته، توضیحی کوتاه در مورد بسته، نویسندهٔ برنامه و وابستگی‌های آن (به انگلیسی: Dependencies) است.

## USE Flag
یکی از ویژگی‌های جنتو استفاده از گزینه‌های USE Flag است. این ویژگی امکان بهینه‌سازی فوق‌العاده بسته‌ها را مهیا می‌کند.
هنگامی که یک برنامه اجرا می‌شود، بی‌شک با ماژول‌ها و زیربرنامه‌های دیگری هم ارتباط دارد. برای مثال زمانی که برنامه‌ای برای نمایش فیلم اجرا می‌شود، این برنامه با برنامه‌های دیگری ارتباط دارد که وظیفهٔ هرکدام از آن‌ها می‌تواند، کنترل صدا، استفاده از توابع گرافیکی یا خواندن فایل‌های دی‌وی‌دی باشد. حال اگر فردی به یکی از این برنامه‌ها نیاز نداشته باشد، می‌تواند از آن استفاده نکند و سرعت اجرای برنامه‌ها را بالا ببرد. برای مثال فردی که دستگاه خوانندهٔ دی‌وی‌دی ندارد، با چشم‌پوشی از این گزینه، برنامهٔ خود را بهینه می‌کند.

## استفاده از کد منبع
در جنتو برای نصب و پیکربندی برنامه‌ها بیشتر از کد منبع (به انگلیسی: Source Code) استفاده می‌شود. اگرچه کدهای منبع نسبت به بسته‌های باینری حجیم‌تر هستند و زمان بیشتری برای نصب شدن می‌گیرند، اما امتیازهایی دارند:
- استفاده از CFlag: به این وسیله می‌توان برنامه‌ها را بر اساس معماری رایانه‌ای که مورد نظر است، سفارشی و بهینه کرد. معمولاً از CFlag به عنوان گزینه‌های جی‌سی‌سی (GCC GNU Compiler Collection) یاد می‌شود.
- استفاده برای معماری‌های مختلف: با استفاده از کد منبع می‌توان برنامه‌ای را بر روی سیستم‌های کاملاً متفاوت نصب کرد. در صورتی که برای استفاده از بسته‌های باینری، هر معماری نیاز به بستهٔ مخصوصی دارد.
- اصلاح خطاها: اگر پس از دریافت یک بسته معلوم شود برنامه دچار اشکالی است، در بیشتر مواقع می‌توان با تغییر چند خط از برنامه، آن را اصلاح کرد. در حالی که اگر از بسته‌های باینری استفاده کنید، اغلب بایستی بستهٔ اصلاح شده را دریافت کنید یا حداقل فایل ضمیمه‌ای بگیرید.
- وابستگی‌ها Dependencies: استفاده از کد منبع باعث می‌شود، وابستگی‌ها منعطف تر رعایت شوند.

## قابلیت حمل
در ابتدا جنتو تنها برای معماری‌های آی‌ای-۳۲ طراحی شد، ولی در حال حاضر می‌توان آن رو بر روی سیستم‌های x86-64، PowerPC, Sparc, Itanium, Mips, SuperH, DEC Alpha , arm , arm64 و آی‌بی‌ام سری Z اجرا کرد. همچنین اقداماتی برای پیاده‌سازی سیستم پورتیج برای کاربران مک اواس ده و اپن‌سولاریس در حال انجام است.

## نام‌گذاری و نشان‌ها
توزیع جنتو به علت سرعت زیادش جنتو نام گرفت، زیرا پنگوئن جنتو بین سایر پنگوئن‌ها سریع‌ترین سرعت شنا را دارد.
نشان رسمی جنتو، حرف g است.
نماد دیگر و بسیار محبوب این توزیع لری گاوه (Larry the cow) است. یک گاو نه چندان باهوش که از تنوع توزیع‌ها خسته شده و پس از مدت‌ها به جنتو رسیده و به آن علاقه پیدا کرده‌است! مشهور است که کاربرا گنو/لینوکس بعد از توزیع جنتو، توزیع دیگری را امتحان نمی‌کنند.

## توزیع‌های مبتنی بر جنتو
- بینتو
- جنتوکس
- لیتریکس
- پنتو
- سابایون لینوکس
- کل کولیت
- فانتو
- ناپر دیسک
- تین هت
- ویدا لینوکس
- فایربال
- پرداس